# Його останній уклін (збірка)
«Його́ оста́нній уклі́н» (англ. «His Last Bow») — збірка з 7 детективних оповідань  шотландського письменника  Артура Конана Дойла. Збірка вийшла друком у 1917 р. у видавництві «John Murray» накладом у 10 тис. примірників. Того ж року перевидана США у видавництві «G.H.Doran Co.». До збірки увійшли 7 оповідань, опублікованих впродовж 1908-1917 рр. у часописах «Strand Magazine», «Collier's Weekly» (США) і «American Magazine» (США), а також оповідання «Картонна коробка» з американського видання збірки «Спогади про Шерлока Холмса» (1894; вперше опубліковано на сторінках часопису «Strand Magazine» у січні 1893 р.)

## Розповіді
| № | Розповідь                        | Оригінальна назва                           | Час подій                                             | Короткий опис сюжет | Примітки |
| - | -------------------------------- | ------------------------------------------- | ----------------------------------------------------- | --- | --- |
| 1 | «Пригода в «Бузковій хижі»»      | The Adventure of Wisteria Lodge             | березень 1892                                         | Страшний випадок з добропорядним англійцем, запрошеним в гості до містера Гарсії. | Єдина розповідь з усього циклу про Шерлока Холмса, де поліцейський представлений розумним і кмітливим. |
| 2 | «Червоне коло»                   | The Adventure of the Red Circle             | приблизно 1902                                        | Квартирна господарка повідомляє Холмсу про свого загадкового мешканця. У результаті розслідування Холмс виходить на слід італо-американської мафії «Червоне кільце».                                                         | |
| 3 | «Креслення Брюса-Партінгтона»    | The Adventure of the Bruce-Partington Plans | листопад 1895                                         | На шляхах метро знаходять мертвого клерка, в кишенях якого виявлені документи, що становлять державну таємницю. Майкрофт Холмс просить брата зайнятися пошуками кресленнями клерка, оскільки справа має державну важливість. | |
| 4 | «Детектив при смерті»            | The Adventure of the Dying Detective        | приблизно 1890 («другий рік сімейного життя» Вотсона) | Шерлок Холмс захворів смертельною лихоманкою з Суматри. Він просить Вотсона привести фахівця з цієї хвороби, з яким Холмс ворогує 10 років.                                                                                  | Єдина розповідь, де детектив опускається до рівня своїх ворогів — прикидається смертельно хворим, хоч і заради того що б зловити злочинця. |
| 5 | «Зникнення леді Френсіс Карфакс» | The Disappearance of Lady Frances Carfax    | приблизно 1901                                        | Аристократка зникає в Швейцарії. Її сліди виявляють у місіонера, що повернувся до Англії. | Рідкісний приклад оповідання, де герої покидають Англію. Вотсон їде в Лозанну, Баден і Монпельє. |
| 6 | «Нога диявола»                   | The Adventure of the Devil's Foot           | весна 1897                                            | Холмс відпочиває на Корнуельському узбережжі у Маунтс-Бей, коли там трапляється подія: в замкнутому будинку два брати сходять з розуму, а сестра помирає прямо за столом.                                                    | |
| 7 | «Його останній уклін»            | His Last Bow                                | серпень 1914                                          | Залишились останні дні до Першої світової війни. Німецький шпигун перед від'їздом збирається зустрітися зі своїм найкращим агентом.                                                                                          | Одне з двох оповідань, де ведеться розповідь від 3-ї особи. Спочатку ця розповідь не входила до даної збірки, яка називалася Reminiscences of Sherlock Holmes. Після написання цієї розповіді та додавання її до збірки, при перевиданні та була перейменована. |